# Santa Maria de Corbiac

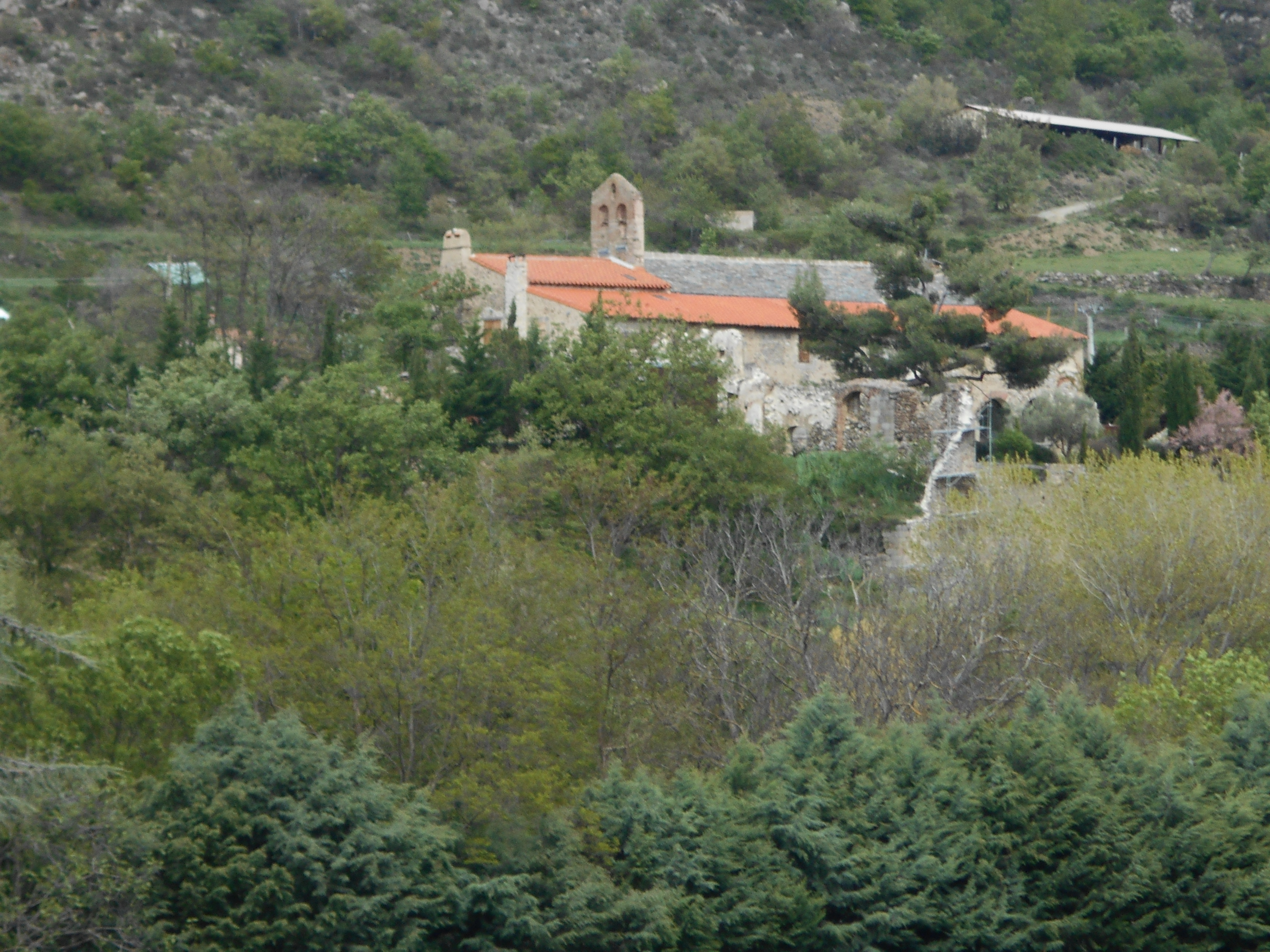
Corbiac des del sud-oest, on era el poble vell de Mosset

Santa Maria de Corbiac (en francès Chapelle Notre-Dame de Corbiac) és l'església de l'antic priorat d'aquest nom del terme comunal de Mosset, a la comarca nord-catalana del Conflent.
És al sud-est del poble de Mosset, a cosa d'un quilòmetre i mig d'aquest poble, a mig camí entre Mosset i Molig, a l'esquerra de la Castellana i a ran, al sud, de la carretera D - 14.

## Història

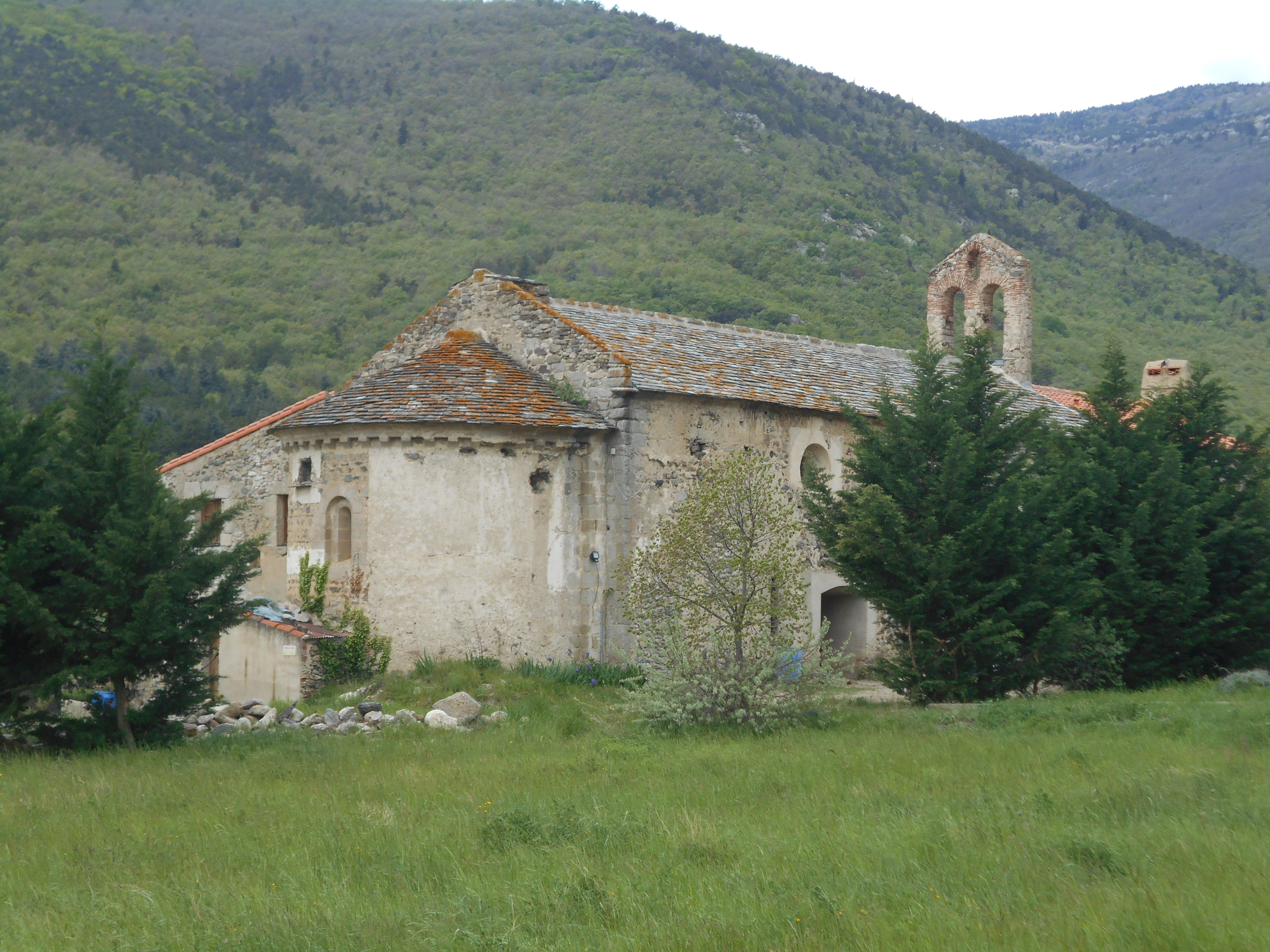
Vista del priorat des del nord-est

L'església era una construcció del segle xii que sembla que fou obra del cavaller Berenguer de Corbiac que donà nom al temple. Santa Maria apareix documentada el 1334 en una carta de donació, sota la denominació d'«Ecclesia Sanctae Mariae de Corbiaco».

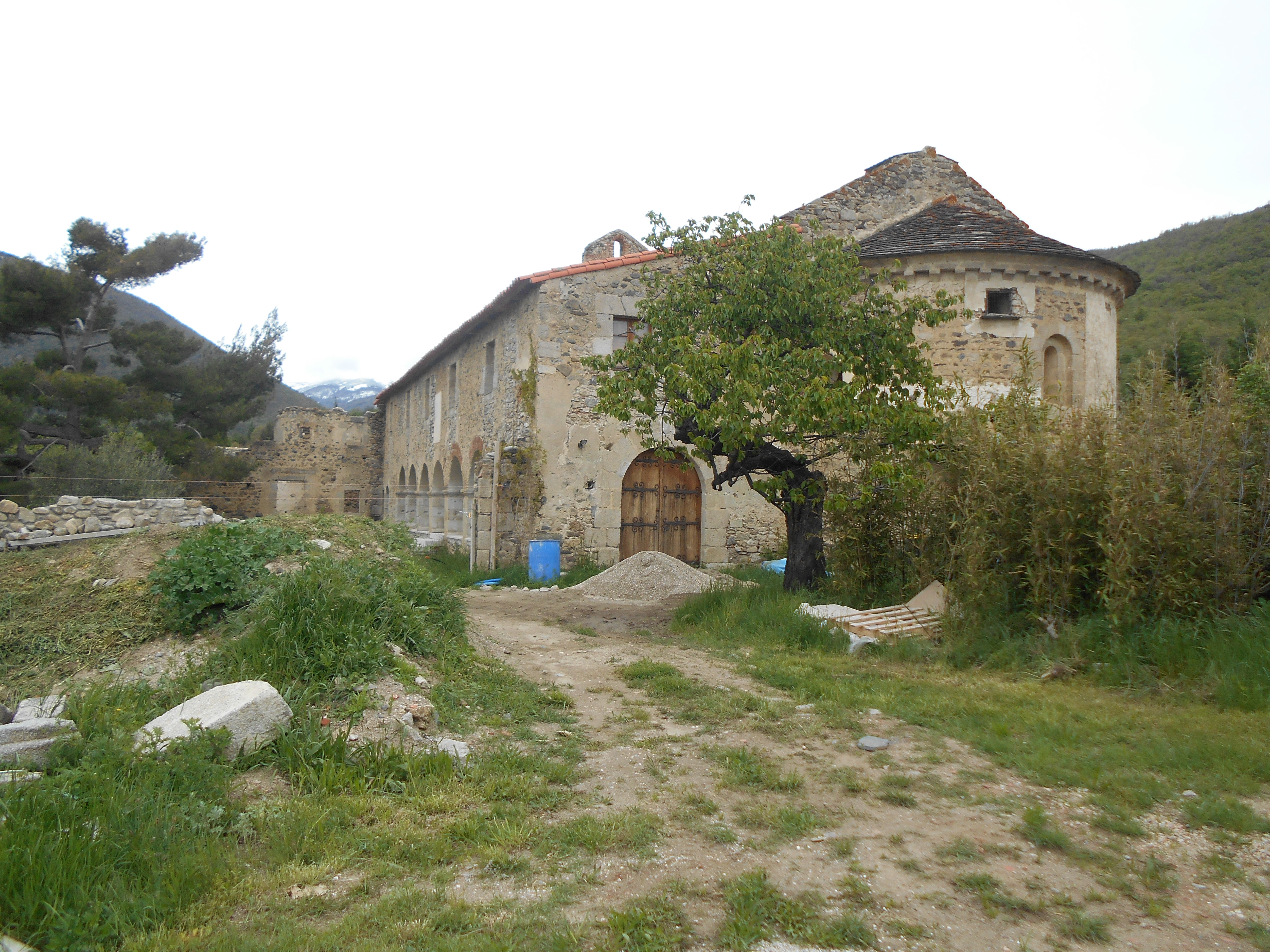
Absis i façana meridional

En el mateix indret, Guerau de Cruïlles i de Santa Pau, senyor de Mosset, s'hi feu construir el 1549 el mausoleu dels Cruïlles de Santa Pau, i hi fundà un priorat trinitari el 1575. El primer abat fou Pere d'Oriola, i l'any 1570 i escaig s'afegiren algunes fortificacions per protegir-se dels heretges hugonots. La història del priorat fou de curta durada, ja que mai no hi visqueren més de set monjos; el 1595 l'orde fundà un establiment a Perpinyà, un indret molt més segur, i durant tres anys Corbiac restà abandonat. Alguns monjos hi tornaren el 1598 per tornar-lo a deixar, ara definitivament, el 1605. Un intent posterior de restauració per religiosos augustinians el 1610 no reeixí: només hi restaven quatre monjos quan la revolució francesa li donà el cop de gràcia. El 1791 l'església i el monestir esdevingueren propietat nacional, i un propietari de Mosset els adquirí per 26.300 lliures. El 1820 passà a mans de la família Ruffiandis, de llarga tradició, que els transformà en granja i els retingué fins a la fi de la Segona Guerra Mundial.

## L'església

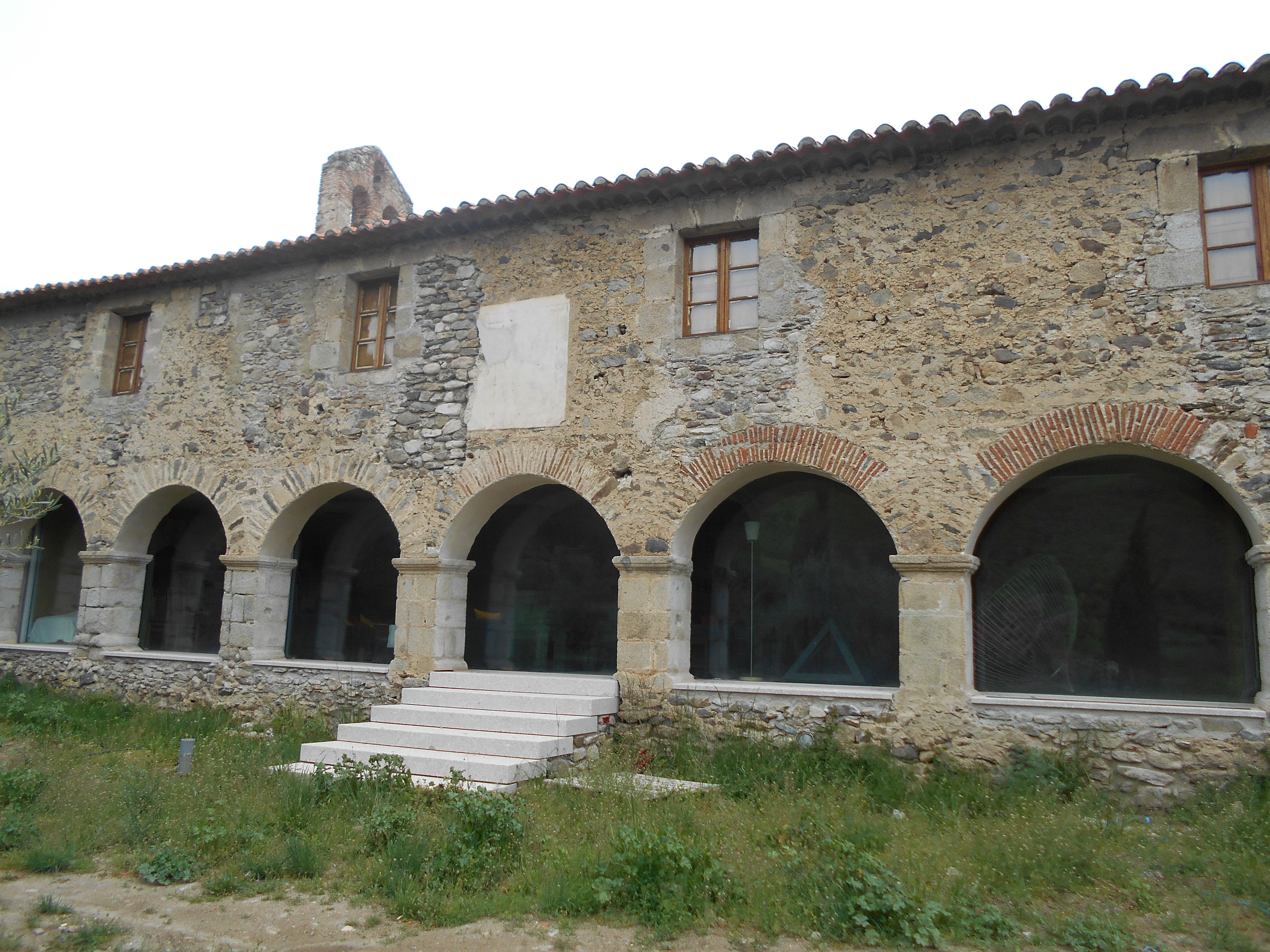
Claustre del priorat

És un edifici romànic del segle xiii d'una llarga nau única amb un cor en tribuna de finals del segle setzè, i un absis semi-circular ornat amb frescos del dissetè per l'interior, i amb una franja en dents d'engranatge a l'exterior. L'església està rematada per un campanar d'espadanya d'arc doble amb capitells del primer art romànic. Diversos objectes que havien pertangut a Corbiac, com una marededeu del segle xiii en fusta, foren donades el 1823 i es conserven en l'actualitat a l'església parroquial de Sant Julià i Santa Basilissa de Mosset. Roman encara una petita porció de l'antic claustre trinitari. La vista exterior de l'església està desfigurada per diverses construccions posteriors que s'hi han adossat.

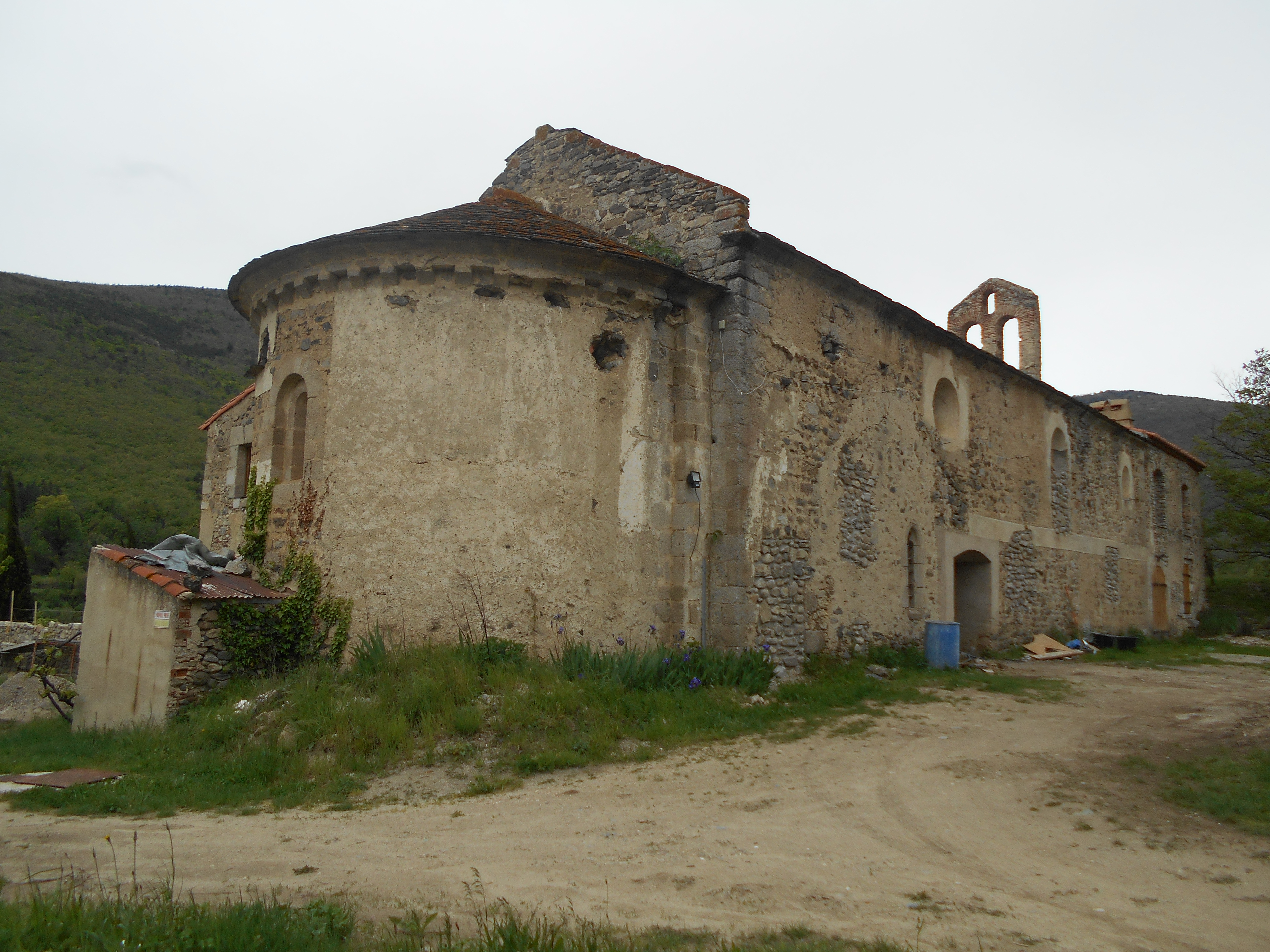
Absis i costat nord

El 1679, l'aleshores popular escultor Lluís Generes rebé l'encàrrec de fer-hi un retaule.
Durant el segle xix, l'església va ser engolida per una granja que es bastí al seu voltant, i l'església es deteriorà progressivament. El 1989 l'edifici fou adquirit per una parella d'escriptors anglesos, i posteriorment fou venut el 2006; les restauracions que uns i altres propietaris hi emprengueren permeteren de trobar unes pintures murals del segle xvi que en fan una peça única de l'art renaixentista al Rosselló. El 2000 havia havia estat declarat monument històric de França.